# Artéria massetérica
A artéria massetérica é uma artéria da cabeça.